# Айрленд, Уильям Генри
Уи́льям Ге́нри А́йрленд (англ. William Henry Ireland; 1775—1835) — английский литератор, известный своими подделками рукописей Шекспира.

## Биография
Родился в семье издателя Сэмюэла Айрленда, собирателя древностей и шекспировских реликвий. Был библиофилом, восхищался Чаттертоном и Макферсоном. Работая в адвокатской конторе, имел доступ к старым пергаментам и делам, написанным старинным почерком. В 1794 году объявил, что нашёл тайник со старыми бумагами, среди которых обнаружилось долговое письмо за подписью Шекспира. Айрленд подарил его отцу, который всю жизнь мечтал заполучить автограф Шекспира.
Вскоре «обнаружились» и другие собственноручные документы Шекспира — декларация веры, письма к Энн Хэтэуэй, книги с пометками Шекспира на полях, «оригинальные» рукописи «Гамлета» и «Короля Лира» и др. Тогдашние авторитеты подтвердили их подлинность, а Босуэлл даже целовал пергаменты. Сэмюэл Айрленд издал их в виде факсимиле в 1795 году.
В том же году Айрленд подделал уже целую пьесу, «Вортигерн и Ровена». Права на её постановку приобрёл Шеридан для театра «Друри-Лейн», предложив самую высокую цену — 300 фунтов в качестве аванса и 50 процентов от последующих сборов. Однако за два дня до премьеры, 31 марта 1796, появилась книга «Изыскания о подлинности некоторых рукописей, приписываемых Шекспиру» исследователя Шекспира Эдмонда Мэлоуна, в которой на 400 страницах доказывалась полная несостоятельность всех айрлендовских «находок». Представление было сорвано сторонниками Мэлоуна, и более пьеса не ставилась.
Первоначально в подделках обвинили отца Айрленда, и сыну пришлось выступить с признанием собственной вины. В дальнейшем Айрленд выпустил две книги стихов и три готических романа, которые не имели успеха. Жил и умер в бедности.
Персонаж романа Питера Акройда «Лондонские сочинители».